# 江瑶
江瑶（1963年—），浙江湖州人，越剧女演员，国家一级演员，擅长小生。1980年，进入浙江省湖州市越剧团。1983年，成为浙江小百花越剧团演员。江瑶扮相俊美，表演扎实，师承范瑞娟派，兼唱其他流派。代表作有《一缕麻》《楼台会》《双玉蝉》《红丝错》《琵琶记》等。

## 獲獎
- 中國第四屆戲劇節優秀表演獎。
- 首屆中國小百花越劇“茅威濤表演藝術專場”獲銀獎。
- 獲浙江省第七屆戲劇節優秀表演獎。
- 獲浙江省第八屆戲劇節優秀表演獎。[1]